# Hemerobius japonicus
Hemerobius japonicus is een insect uit de familie van de bruine gaasvliegen (Hemerobiidae), die tot de orde netvleugeligen (Neuroptera) behoort. 
Hemerobius japonicus is voor het eerst wetenschappelijk beschreven door Nakahara in 1915.